# زمستان برخوردی

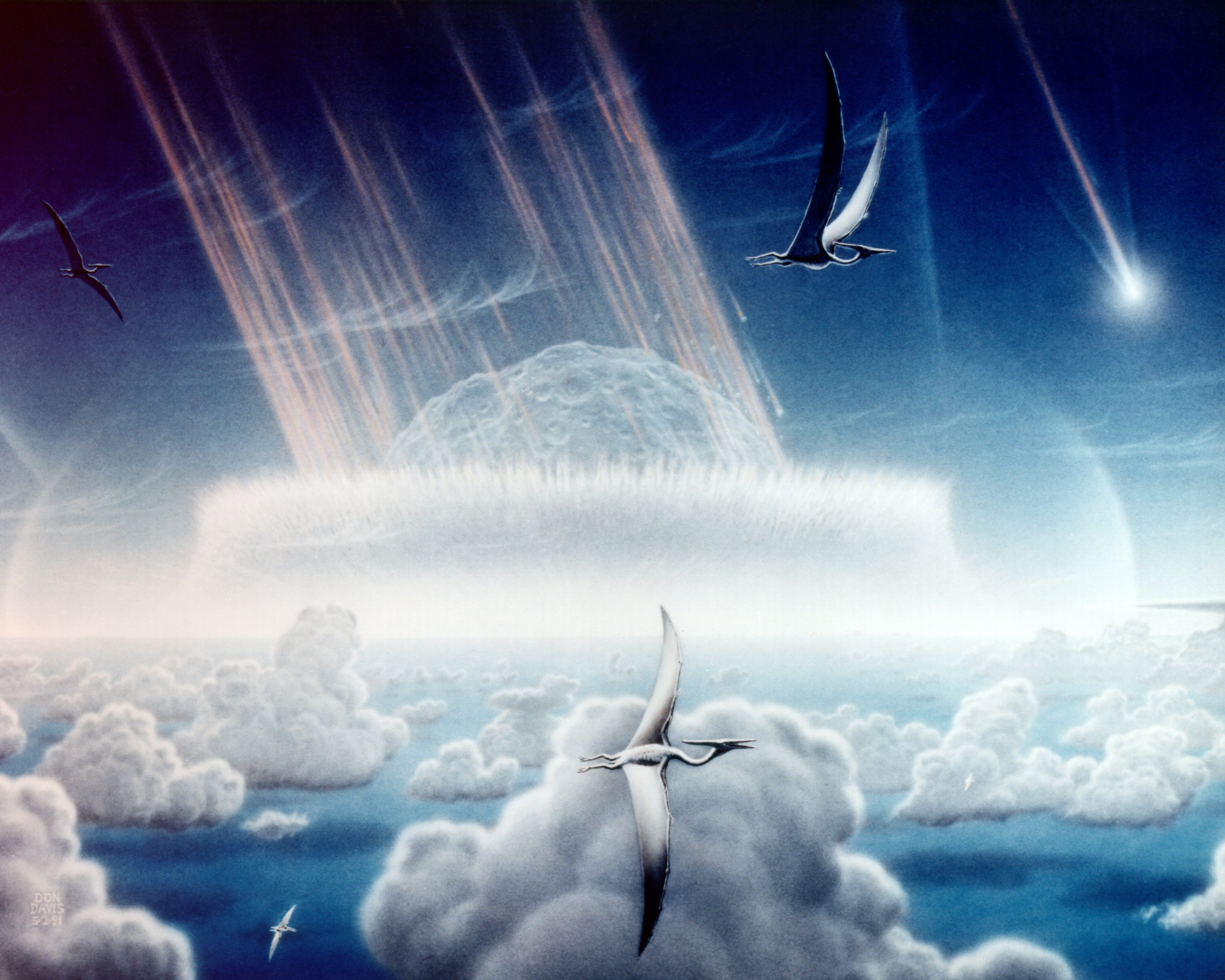
نگاره ای خیالی از لحظه برخورد شهاب سنگ در دهانه چیکشلوب مکزیک به باعث انقراض کرتاسه-پالئوژن گردید

زمستان برخوردی (به انگلیسی: impact winter) دوره ای است که برپایه تئوری، آب و هوای سرد طولانی خواهد داشت که این سرمای طولانی به علت برخورد یک سیارک یا شهاب سنگ بزرگ با زمین رخ خواهد داد. اگر یک شهاب سنگ به خشکی ها یا آب های کم ژرفا برخورد کند، مقدار بسیار زیادی گرد و خاک، خاکستر و مواد دیگر وارد اتمسفر خواهند شد و تابش خورشید به زمین را مسدود خواهند کرد. چنین برخوردی باعث کاهش چشمگیر دمای زمین خواهد شد. اگر یک سیارک یا شهاب سنگ با قطری در حدود ۵ کیلومتر به آب های ژرف برخورد کند یا پیش از برخورد به زمین منفجر شود، باز هم مقدار زیادی خرده و آوار به اتمسفر وارد خواهد شد. پیش بینی می شود که یک زمستان برخوردی یک رویداد انقراض را به دنبال داشته باشد که بسیاری از گونه های زمین را نابود خواهند کرد. گمان می رود که رویداد انقراض کرتاسه-پالئوژن یک زمستان برخوردی را به همراه داشته است که به رویداد انقراض بیشتر چهاراندامانی که بیش از ۲۵ کیلوگرم وزن داشتند، انجامید.